# کوگورنو
کوگورنو (به ایتالیایی: Cogorno) یک منطقهٔ مسکونی در ایتالیا است که در استان جنوا واقع شده‌است.

## خصوصیات
کوگورنو ۹٫۱ کیلومترمربع مساحت و ۵٬۳۱۶ نفر جمعیت دارد.